# ショード＝ゼーグ
ショード＝ゼーグ （Chaudes-Aigues）は、フランス、オーヴェルニュ＝ローヌ＝アルプ地域圏、カンタル県のコミューン。熱い温泉水のため、古くから知られる温泉地である。

## 地理
ショード＝ゼーグはオートルート A75から近く、サン＝フルールの東28km、オーリヤックから89km、モーリアックから61km、ブリウドから85km、ル・ピュイ＝アン＝ヴレから110kmの距離である。サン＝シェリ＝ダプシェの西29km、マンドから80km離れている。
コミューンはオーブラック・カンタリアン地方に属する。ルモンタルー川がコミューンを横切る。

## テルマリズム

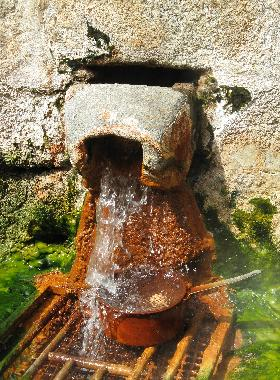
パールの水源

ショード＝ゼーグのスパ・センター

ショード＝ゼーグには30箇所の天然温泉の源泉があり、その水温は45℃から82℃まである。一日あたりの総水量は10 000 hl近く、一分間で694リットル湧き出している。最も有名なのはパールの水源で、82℃の湯が湧き出す。これはヨーロッパ有数の熱い温泉水で、一秒間で5リットル近く湧きだす。ショード＝ゼーグで湧き出す温泉水の半分はパールの水源が占めていることになる。パール（Par）という水源の名は、ブタをトリミング（parés）することに由来する。つまりは、ふんだんに湧くお湯で洗い清めたことを意味している。温泉水はまた、子牛の頭からつま先まで洗ったり、羊毛を脱脂したりするのに利用された。
住民が共有する、地熱暖房のネットワークは1332年にできた。およそ40軒の住宅の一階部分は、様々な源泉の熱で暖められていた。配管システムは、住宅の大きさによって共有された。この暖房は、地下の温泉の流れに沿った場所で暮らす住民には無料で提供された。しかし、配管の維持には住民が責任を負った。このシステムは、カルデン・スパ・センター建設がコミューン議会によって決定されるまで所定の位置にあった。2009年、公共の源泉から引かれた温泉水を必要とするスパが開業し、そこではリウマチや変形性関節症の治療に入浴が利用されている。観光での利用のために、住民たちは自宅で温泉水を出さないようになった。今日では、私有の水源を持つ個人宅のみが昔のように地熱暖房をしている。公営の温熱利用としては、夏にプールの水が温められ、冬にはパールの水源の余った温泉を直接使って教会の暖房に役立てられている。

## 特産品
ショード＝ゼーグの特産品には、オーブラック牛、フアース（フォカッチャに似たパン）、アリゴ、トリプーまたはプンティ（fr）がある。

## 語源
1130年にはラテン語化された名前、De Calide Aquisとして記された。1303年にはオック語でChadasaygasと記された。オクシタニア北部（オーヴェルニュ）のフランス語化された名称としてはchaldas aigas（熱い湯）となり、caudas aiguasというオック語の名称に対応している。このcaudas aiguasはカイリュ（fr、タルヌ＝エ＝ガロンヌ県のコミューン）にある集落、Caudesaiguesの語源となっている。

## 歴史

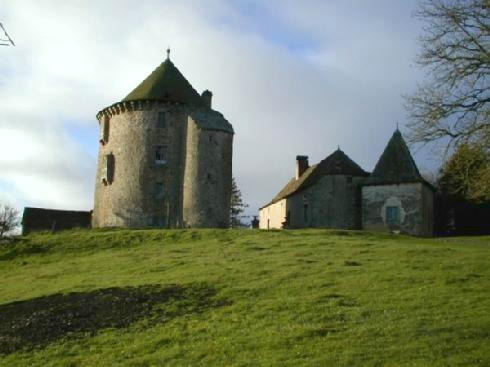
クフール城

パールの水源一帯は発掘調査によって、風呂の名残がある2箇所の洞窟、2箇所の溶岩でできたローマ風呂、プールとローマ時代の硬貨が見つかっている。450年頃、シドニウス・アポリナリスはショード＝ゼーグの水をCalentes Baioeと名づけ、肺結核や肝臓の治療に適していると認めていた。蛮族の侵攻が通り過ぎ、水源だけが残された。パールの水源にヴィッラを所有する領主ボドンは、カール3世と息子のカール王子の時代、886年にブリウドのサン・ジュリアン教会の参事会に対し、農村に付属する建築物全てを寄進した。中世、ショード＝ゼーグには数箇所のハンセン病療養所、かまどとプールのついた小修道院があった。パール地区では、庶民がブルジョワ階級と並んで公共のプールに入れた。1332年、住民が自宅を暖めるために温泉の源泉が提供された。アルマニャック伯ジャン4世の敗北後、シャルル7世は男爵領をジャン・ド・ブルボンに売却した。ブルボン家は1443年に百年戦争の傭兵ジャン・サラザールに男爵領を売却し、1450年には再度男爵領はブルボン公シャルル1世に売り渡された。
学者のジャン・ブランは、1618年に源泉が熱く硫黄分と瀝青分を含んでいることを記している（瀝青については現代の水質分析で否定されている）。1671年、サミュエル・コトロー（fr、フランス科学アカデミーの会員）は水の中に古い硝酸カリウム成分が含まれていると認めている。フランス革命以後の停滞の時代をへて、町は帝国内で新たな温泉の流行を経験している。
町には城がある。1283年、城の所有者カニアック侯爵はサン＝フルールの大修道院長に敬意を払っていた。15世紀、大地主はアモーリー・ド・セヴェラック（シャルル7世時代のフランス元帥）であった。彼の死後、城は弟のシャルル・ド・ブルボンのもとに渡った。1495年、シャルル・ド・ブルボン＝モロスが所有することになった。彼はジャン2世とルイーズ・ダルブレ・デストゥーヴィルの間に生まれた庶子だった。1744年までこの家系が城を継承したが、1778年には王領に併合された。
クフール城はショード＝ゼーグの町の南を見渡すことができる。近くには1364年に騎士ギヨーム・ド・モンヴァラが所有していたモンヴァラ城もある。この城は攻城戦後の1593年にユグノー軍によって攻め落とされている。

## 人口統計
| 1962年 | 1968年 | 1975年 | 1982年 | 1990年 | 1999年 | 2006年 | 2011年 |
| ------ | ------ | ------ | ------ | ------ | ------ | ------ | ------ |
| 1218   | 1114   | 1187   | 1186   | 1110   | 986    | 972    | 935    |

参照元:1999年までEHESS、2004年以降INSEE